# 石橋犀水
石橋 犀水（いしばし さいすい、明治29年〈1896年〉1月9日 - 平成5年〈1993年〉2月15日）は日本の書家、書道教育家。本名は啓十郎。新吉富村名誉村民。正五位。文学博士。公益財団法人日本書道教育学会会長で書家の石橋鯉城は息子、書家の松本子游は娘、書家の松本筑峯は女婿（子游の夫）。

## 来歴
日下部鳴鶴・西川萱南・比田井天来に師事し、戦後は財団法人日本書道教育学会を設立するなど、書道教育の確立に尽力した。楊守敬が日下部鳴鶴を介して日本に伝えた廻腕法（廻腕執筆法）を受け継いだ。東京美術学校講師。新潟大学書道科初代教授。昭和を代表する書家であり、書道教育の第一人者である。

## 年譜
- 1896年（明治29年） - 福岡県築上郡新吉富村内大字矢方（現・上毛町）に生まれる。
- 1912年（明治45年） - 小倉師範学校入学。西川萱南に師事。
- 1919年（大正 8年） - 広島高等師範学校入学。
- 1921年（大正10年） - 広島高等師範学校卒業、小倉師範学校教諭。
- 1932年（昭和 7年） - 小倉師範学校教諭を辞し、広島文理科大学（現・広島大学）入学。
- 1935年（昭和10年） - 広島文理科大学卒業、広島高等師範学校講師。
- 1936年（昭和11年） - 広島陸軍幼年学校教官兼務。
- 1939年（昭和14年） - 没した比田井天来を継ぎ、東京美術学校（現・東京芸術大学）講師、東京陸軍幼年学校教授兼務。
- 1949年（昭和24年） - 新潟大学教授。
- 1950年（昭和25年） - 尾上柴舟を迎え、日本書道教育学会を設立。
- 1957年（昭和32年） - 文学博士の学位を受ける。
- 1970年（昭和45年） - 勲三等瑞宝章受章。
- 1980年（昭和55年） - 新吉富村名誉村民。
- 1993年（平成 5年） - 死去、正五位。

## 主な肩書
- 比田井天来日展会員
- 日本書道教育学会会長
- 新和様書作家協会会長
- 文鳳会主宰
- 扶桑学園日本書道芸術専門学校校長
- 新潟大学教育学部書道科教授
- 二松学舎大学教授